# Campionato d'Asia per club 2001-2002
Il Campionato d'Asia per club 2001-02 venne vinta dal Suwon Samsung Bluewings (Corea del Sud).

## Primo turno

### Asia Occidentale
| Squadra 1        | Totale | Squadra 2        | Andata | Ritorno |
| ---------------- | ------ | ---------------- | ------ | ------- |
| Esteghlal        | n.d.   | Al-Hikma         | -      | -       |
| Al-Ahli          | n.d.   | Al-Ittihad       | -      | -       |
| Al-Quds          | 2-1    | Al-Ahli          | 0-0    | 2-1     |
| Jableh           | 0-2    | Al Kuwait Kaifan | 0-0    | 0-2     |
| Al-Zawraa        | 7-1    | Al-Wakra         | 3-0    | 4-1     |
| Kopetdag Asgabat | 0-4    | Nasaf Qarshi     | 0-1    | 0-3     |

### Asia Orientale
| Squadra 1                     | Totale | Squadra 2           | Andata | Ritorno |
| ----------------------------- | ------ | ------------------- | ------ | ------- |
| Sông Lam Nghệ An              | n.d.   | Saunders SC         | -      | -       |
| Happy Valley                  | 12-0   | GD Lam Pak          | 7-0    | 5-0     |
| Selangor FA                   | 0-7    | Dalian Shide        | 0-2    | 0-5     |
| New Radiant                   | 1-3    | Muktijoddha Sangsad | 1-2    | 0-1     |
| BEC Tero Sasana Football Club | 8-1    | SGP Armed Forces    | 3-0    | 5-1     |
| Kashima Antlers               | 4-1    | Persija Jakarta     | 4-1    | n.d.    |

## Secondo turno

### Asia Occidentale
| Squadra 1        | Totale        | Squadra 2     | Andata | Ritorno |
| ---------------- | ------------- | ------------- | ------ | ------- |
| Al-Ittihad       | 4-4           | Esteghlal     | 3-2    | 1-2     |
| Al Kuwait Kaifan | 9-3           | Al-Quds       | 3-2    | 6-1     |
| Al-Wahda         | 3-3 (4-3 dtr) | Al-Zawraa     | 1-2    | 2-1     |
| Nasaf Qarshi     | 7-3           | Umed Dushanbe | 4-1    | 3-2     |

### Asia Orientale
| Squadra 1               | Totale | Squadra 2                     | Andata | Ritorno |
| ----------------------- | ------ | ----------------------------- | ------ | ------- |
| Suwon Samsung Bluewings | 18-0   | Saunders SC                   | 18-0   | n.d.    |
| Happy Valley            | 1-10   | Dalian Shide                  | 0-2    | 1-8     |
| Anyang LG Cheetahs      | 11-0   | Muktijoddha Sangsad           | 8-0    | 3-0     |
| Kashima Antlers         | 3-1    | BEC Tero Sasana Football Club | 3-0    | 0-1     |

## Quarti di finale

### Asia Occidentale
| Squadra          | G | V | N | P | GF | GS | DR | Pti |
| ---------------- | - | - | - | - | -- | -- | -- | --- |
| Esteghlal        | 3 | 2 | 1 | 0 | 9  | 4  | +5 | 7   |
| Nasaf Qarshi     | 3 | 1 | 2 | 0 | 4  | 3  | +1 | 5   |
| Al Kuwait Kaifan | 3 | 0 | 2 | 1 | 3  | 6  | −3 | 2   |
| Al-Wahda         | 3 | 0 | 1 | 2 | 6  | 9  | −3 | 1   |

| UAE 6 febbraio 2002                                                   | Al Kuwait Kaifan | 1 – 1              | Nasaf Qarshi | Abu Dhabi |
| \| \| \| \| \| Faraj Laheeb 74’ \| Marcatori \| Bahromjon Haydarov \| |                  |                    |              |           |
|                                                                       |                  |                    |              |           |
| Faraj Laheeb 74’                                                      | Marcatori        | Bahromjon Haydarov |              |           |

| UAE 6 febbraio 2002 | Al-Wahda  | 3 – 5                                                                                      | Esteghlal | Abu Dhabi |
| \| \| \| \| \| Fawzi Al Ruaisi 12’ Abdul Raheem Jumaa 49’, 72’ \| Marcatori \| 40’ Sirous Dinmohammadi 64’ Alireza Akbarpour 80’, 83’ Faraz Fatemi 87’ Mehdi Hasheminasab \| |           |                                                                                            |           |           |
| |           |                                                                                            |           |           |
| Fawzi Al Ruaisi 12’ Abdul Raheem Jumaa 49’, 72’ | Marcatori | 40’ Sirous Dinmohammadi 64’ Alireza Akbarpour 80’, 83’ Faraz Fatemi 87’ Mehdi Hasheminasab |           |           |

| UAE 8 febbraio 2002               | Nasaf Qarshi | 1 – 1 | Esteghlal | Abu Dhabi |
| \| \| \| \| \| \| Marcatori \| \| |              |       |           |           |
|                                   |              |       |           |           |
| Gol                               | Marcatori    | Gol   |           |           |

| UAE 8 febbraio 2002                   | Al-Wahda  | 2 – 2 | Al Kuwait Kaifan | Abu Dhabi |
| \| \| \| \| \| , \| Marcatori \| , \| |           |       |                  |           |
|                                       |           |       |                  |           |
| ,                                     | Marcatori | ,     |                  |           |

| UAE 10 febbraio 2002                                                          | Al Kuwait Kaifan | 0 – 3                                       | Esteghlal | Abu Dhabi |
| \| \| \| \| \| \| Marcatori \| 76’ Alireza Akbarpour 80’, 85’ Faraz Fatemi \| |                  |                                             |           |           |
|                                                                               |                  |                                             |           |           |
|                                                                               | Marcatori        | 76’ Alireza Akbarpour 80’, 85’ Faraz Fatemi |           |           |

| UAE 10 febbraio 2002                                                                                        | Al-Wahda  | 1 – 2             | Nasaf Qarshi | Abu Dhabi |
| \| \| \| \| \| Mohammed Salem Al Enazi 1’ Abdul Aziz Mohammed 41’(aut) \| Marcatori \| 45’ Numon Hasanov \| |           |                   |              |           |
| |           |                   |              |           |
| Mohammed Salem Al Enazi 1’ Abdul Aziz Mohammed 41’(aut)                                                     | Marcatori | 45’ Numon Hasanov |              |           |

### Asia Orientale
| Squadra                 | G | V | N | P | GF | GS | DR | Pti |
| ----------------------- | - | - | - | - | -- | -- | -- | --- |
| Suwon Samsung Bluewings | 3 | 2 | 1 | 0 | 4  | 0  | +4 | 7   |
| Anyang LG Cheetahs      | 3 | 0 | 3 | 0 | 2  | 2  | 0  | 3   |
| Dalian Shide            | 3 | 0 | 2 | 1 | 1  | 3  | −2 | 2   |
| Kashima Antlers         | 3 | 0 | 2 | 1 | 1  | 3  | −2 | 2   |

| Jeju 17 febbraio 2002 | Dalian Shide | 0 – 0 | Kashima Antlers |  |

| Jeju 17 febbraio 2002 | Suwon Samsung Bluewings | 0 – 0 | Anyang LG Cheetahs |  |

| Jeju 19 febbraio 2002                                             | Kashima Antlers | 0 – 2                           | Suwon Samsung Bluewings |  |
| \| \| \| \| \| \| Marcatori \| 55’ Seo Jung-Won 82’ Son Dae-Ho \| |                 |                                 |                         |  |
|                                                                   |                 |                                 |                         |  |
|                                                                   | Marcatori       | 55’ Seo Jung-Won 82’ Son Dae-Ho |                         |  |

| Jeju 19 febbraio 2002                                             | Anyang LG Cheetahs | 1 – 1        | Dalian Shide |  |
| \| \| \| \| \| Wang Jung-Hyun 85’ \| Marcatori \| 12’ Yan Song \| |                    |              |              |  |
|                                                                   |                    |              |              |  |
| Wang Jung-Hyun 85’                                                | Marcatori          | 12’ Yan Song |              |  |

| Jeju 21 febbraio 2002                                    | Suwon Samsung Bluewings | 2 – 0 | Dalian Shide |  |
| \| \| \| \| \| Sandro Cardoso 8’, 18’ \| Marcatori \| \| |                         |       |              |  |
|                                                          |                         |       |              |  |
| Sandro Cardoso 8’, 18’                                   | Marcatori               |       |              |  |

| Jeju 21 febbraio 2002                                                            | Anyang LG Cheetahs | 1 – 1                | Kashima Antlers |  |
| \| \| \| \| \| Andre Luiz dos Santos 90’ \| Marcatori \| 54’ Masashi Motoyama \| |                    |                      |                 |  |
|                                                                                  |                    |                      |                 |  |
| Andre Luiz dos Santos 90’                                                        | Marcatori          | 54’ Masashi Motoyama |                 |  |

## Semifinali
| Iran 3 aprile 2002                                                                | Suwon Samsung Bluewings | 3 – 0 | Nasaf Qarshi | Tehran |
| \| \| \| \| \| Alen Avdić 49’ Seo Jung-Won 72’ Lee Sun-Woo 90’ \| Marcatori \| \| |                         |       |              |        |
|                                                                                   |                         |       |              |        |
| Alen Avdić 49’ Seo Jung-Won 72’ Lee Sun-Woo 90’                                   | Marcatori               |       |              |        |

| Iran 3 aprile 2002                                                                                    | Esteghlal | 1 – 2                                           | Anyang LG Cheetahs | Tehran |
| \| \| \| \| \| Yadollah Akbari 62’ \| Marcatori \| 55’ Marco Aurelio Ivo 72’ Andre Luiz dos Santos \| |           |                                                 |                    |        |
| |           |                                                 |                    |        |
| Yadollah Akbari 62’                                                                                   | Marcatori | 55’ Marco Aurelio Ivo 72’ Andre Luiz dos Santos |                    |        |

## Finale 3º-4º posto
| Iran 5 aprile 2002 | Esteghlal | 5 – 2                                 | Nasaf Qarshi | Tehran |
| \| \| \| \| \| Mohammad Navazi Bottir Karaev (aut.) Faraz Fatemi Mehdi Pashazadeh \| Marcatori \| Oybek Usmankhodjaev Zafar Kholmurodov \| |           |                                       |              |        |
| |           |                                       |              |        |
| Mohammad Navazi Bottir Karaev (aut.) Faraz Fatemi Mehdi Pashazadeh                                                                         | Marcatori | Oybek Usmankhodjaev Zafar Kholmurodov |              |        |

## Finale
| Iran 5 aprile 2002 | Suwon Samsung Bluewings | 0 – 0 (dts, 4 dcr 2) | Anyang LG Cheetahs | Tehran |

## Campioni
| Asian Club Championship 2001-02 Suwon Samsung Bluewings Secondo Titolo |